# Kuno-Hans von Both
Kuno-Hans von Both född 9 april 1884 i Zabern Alsace död 22 maj 1955 i Habichtswald nära Kassel. Tysk militär. Han befordrades till generalmajor 1937 och till general i infanteriet 1940. Erhöll Riddarkorset av järnkorset 1941. Han hade under första världskriget som kapten och bataljonschef 1918 tilldelats den då högsta militära utmärkelsen Pour le Mérite.

## Befäl
- I. Armeekorps oktober 1939 – april 1943,
- säkerhetstrupperna och samtidigt befälhavare för försvarsområde Norr april 1943 – april 1944,
- tyska trupper i områden bakom fronten inom Heeresgruppe Süds område juli 1944 – maj 1945.

von Both var krigsfånge maj 1945 till april 1947.